# Balanophyllia laysanensis
Balanophyllia laysanensis är en korallart som beskrevs av Vaughan 1907. Balanophyllia laysanensis ingår i släktet Balanophyllia och familjen Dendrophylliidae. Inga underarter finns listade i Catalogue of Life.